# Marc Aaronson
Marc Aaronson (Los Angeles, 24 de agosto de 1950 — 30 de abril de 1987) foi um astrônomo norte-americano.
Nasceu em Los Angeles, California e estudou no Instituto de Tecnologia da Califórnia.

## Homenagens
O asteróide 3277 Aaronson é uma homenagem a Marc Aaronson.